# Högstena distrikt
Högstena distrikt är ett distrikt i Falköpings kommun och Västra Götalands län.
Distriktet ligger nordost om Falköping.

## Tidigare administrativ tillhörighet
Distriktet inrättades 2016 och utgörs av socknen Högstena i Falköpings kommun.
Området motsvarar den omfattning Högstena församling hade vid årsskiftet 1999/2000.